# Lookout Nunatak
Lookout Nunatak är en nunatak i Antarktis. Den ligger i Östantarktis. Nya Zeeland gör anspråk på området. Toppen på Lookout Nunatak är 1 878 meter över havet.
Terrängen runt Lookout Nunatak är platt österut, men västerut är den kuperad. Trakten är obefolkad. Det finns inga samhällen i närheten.